# NGC 2867
Az NGC 2867 (más néven Caldwell 90) egy planetáris köd a Carina (Hajógerinc) csillagképben.

## Felfedezése
A nyílthalmazt John Herschel fedezte fel 1834. április 1-jén.

## Tudományos adatok
A nyílthalmaz 12,9 km/s sebességgel távolodik tőlünk.
Vöröseltolódása: +0,000043